# Fredrik Kugelberg (läkare)
Carl Fredrik Kugelberg, född 20 september 1870, död 29 april 1963 i Uppsala, var en svensk missionsläkare.

## Biografi
Kugelberg blev medicine licentiat vid Karolinska institutet 1902, var verksam som svenska kyrkans missionsläkare i Indien från 1905 och överläkare vid dess sjukhus i Tirupattur 1909–1932. Han verkade därefter som ögonläkare i Västerås. Kugelberg blev medicine hedersdoktor vid Uppsala universitet 1932. Han är begravd på Uppsala gamla kyrkogård.